# 海中で人間に直接危害を与える可能性がある生物の一覧
本記事は、海中で人間に直接危害を与える可能性がある生物の一覧である。鋭い棘や歯、毒を持つ海洋生物は少なくないが、海で行動する人間を積極的に襲う生物は希である。しかし、スクーバダイビング中にうっかり触れてしまうなど、人間側の行動が原因で被害を受けることは多い。
死亡例も確認されており、1929-1992年の沖縄県での統計では、ダツ類 7名、ウミヘビ類 8名、オコゼ類 1名、サメ類 1名、アンボイナガイ 4名、ハブクラゲ 1名の被害が報告されている。 

## 魚類
毒を受けた場合、熱に弱いタンパク質であることが多いので、応急処置としては耐えられる程度の湯（目安として40-50℃ぐらい）に30-60分浸すと良い場合が多い。また、毒が無くても、ナイトダイビングなどの際、光に向かって突進してきて皮膚に突き刺さる種類の魚、噛み付く魚もいる。
| 和名             | 学名                                              | 英名                | 主な理由など | 主な応急処置 | 画像 |
| ---------------- | ------------------------------------------------- | ------------------- | --- | --- | ---- |
| アイゴ           | Siganus fuscescens Houttuyn, 1782                 | Mottled spinefoot   | 背ビレ、腹ビレ、尻ビレに太くて鋭い毒の棘を持つ。                                                                 | 傷口から毒を搾り出し、耐えられる程度の湯に30-60分浸す。                                                         |      |
| アカエイ         | Dasyatis akajei Müller et Henle, 1841             | Red stingray        | 尾に毒の棘を持つ。                                                                                               | 傷口の毒針などを取り除き、耐えられる程度の湯に30-90分浸す。傷口からの感染症にも注意する。                       |      |
| ウツボ           | Gymnothorax                                       | Moray eel           | 毒は無いが鋭い歯を持つ。裂傷に近い。                                                                             | 傷は裂傷に近いため、止血する。                                                                                  |      |
| オニダルマオコゼ | Synanceia verrucosa Bloch & Schneider, 1801       | Stonefish           | 背びれに毒を持つ。激痛に意識障害を起こすこともある。                                                             | 毒を搾り出し、刺された部分よりも心臓よりの個所を縛り毒の回りを抑える。火傷しない程度の熱いお湯に30-60分漬ける。 |      |
| ゴンズイ         | Plotosus lineatus Thunberg, 1787                  | Striped catfish eel | 背ビレと胸ビレに強い毒の棘を持つ。                                                                               | 傷口から毒を搾り出し、耐えられる程度の湯に30-60分浸す。                                                         |      |
| シュモクザメ     | Sphyrna Rafinesque, 1810                          | Hammerhead shark    | | 止血する。 |      |
| ダツ             | Belonidae                                         | Needlefish          | 光に向かってくる性質があるため、ナイトダイビング中にライトを目掛けて突進し、突き刺さることがある。死亡例もある。 | 大きく刺さった場合には抜くと大量出血する場合があるので、頭の部分を残して切り離す。                              |      |
| ハオコゼ         | Hypodytes rubripinnis Temminck and Schlegel, 1844 | Redfin velvetfish   | 背ビレに毒の棘を持つ。                                                                                           | 傷口をきれいに洗浄し、40-50度の湯に１時間程度痛みが和らぐまで浸す。                                             |      |
| ホホジロザメ     | Carcharodon carcharias Linnaeus, 1758             | Great white shark   | | 止血する。 |      |
| ミノカサゴ       | Pterois lunulata Temminck & Schlegel, 1843        | Luna lionfish       | 背びれと胸びれに毒の棘を持つ。                                                                                   | 傷口の毒針などを取り除き、耐えられる程度の湯に30-60分浸す。                                                     |      |

## ウミヘビ
咬まれてから症状が出るのに時間がかかり、気付いた時には手遅れとなることもある。呼吸困難やショック症状などで死に至ることもある。咬まれた場合には即水中から上がり、直ちに医師の診察を受ける必要がある。
| 和名               | 学名                                   | 英名                         | 主な理由など                                                                                     | 主な応急処置                                               | 画像 |
| ------------------ | -------------------------------------- | ---------------------------- | ------------------------------------------------------------------------------------------------ | ---------------------------------------------------------- | ---- |
| アオマダラウミヘビ | Laticauda colubrina Schneider, 1799    | Colubrine sea krait          |                                                                                                  |                                                            |      |
| エラブウミヘビ     | Laticauda semifasciata Reinwardt, 1837 | Erabu black-banded sea krait | 小さな口の奥に毒牙がある。咬まれてから症状が出るのが遅く、気付いた時には手遅れとなることもある。 | 咬まれた部分より心臓に近い部分をきつく縛り、毒を搾り出す。 |      |
| トゲウミヘビ       | Lapemis curtus Shaw, 1802              | Shaw's Sea Snake             |                                                                                                  |                                                            |      |
| セグロウミヘビ     | Pelamis platurus Linnaeus, 1766        | Yerrowbelly sea snake        |                                                                                                  |                                                            |      |

## 刺胞動物
刺胞動物にはクラゲやイソギンチャクなどが含まれる。刺胞を持ち、触手で直接刺したり、刺胞を放出して刺したりする。刺された場合には、まずは擦らずに海水等で刺胞を洗い流す。
刺された場合に「酢をかけると良い」とする解説も多いが、カツオノエボシ、ウンバチイソギンチャクの場合にはかえって刺胞を破裂させてしまうこともある。
また、心停止、呼吸停止した場合には、心肺蘇生が必要である。
対症療法ではあるが、ステロイド軟膏と冷却が効果がある。
| 和名               | 学名                       | 英名                  | 主な理由など | 主な応急処置 | 画像 |
| ------------------ | -------------------------- | --------------------- | --- | --- | ---- |
| アナサンゴモドキ類 | Millepora                  | Fire coral            | 刺されると激痛が走り、ひどい時には患部が壊死することもある。                                                                               | 食酢やアルコールをかけると炎症が和らぐ。 |      |
| イソギンチャク     | Actiniaria                 | Sea anemone           | 毒が弱いものが多いが、イワスナギンチャクのように毒性が強いものもある。                                                                     | 擦らずに、海水できれいに刺胞を洗い流し、患部を冷やす。                                                                                                 |      |
| カツオノエボシ     | Physalia physalis Linnaeus | Portuguese Man O' War | 触手に非常に強い毒を持つ。 | 刺胞が残っていることが多いため、こすらず海水で洗い流す。残った刺胞をピンセットで取り除き、患部を冷やす。アルコールかアンモニア水をかけて応急処置する。 |      |
| クラゲ             | Scyphozoa Goette, 1887     | Portuguese Man O' War | 触手に毒を持つ。致命的なものからほとんど無毒のものまである。                                                                               | 刺胞が残っていることが多いため、こすらず海水で洗い流す。残った刺胞をピンセットで取り除き、患部を冷やす。種類によってはアルコールをかけると悪化する。   |      |
| ハネガヤ類         | Aglaopheniidae Broch, 1918 | feather hydroid       | チクっとする程度の種も多いが、シロガヤやクロガヤなどに刺されると痒みを伴う水ぶくれとなり、処置が悪いと痕が残る事もある。                   | 刺胞が残っていることが多いため、こすらず海水で洗い流してから患部を冷やす。ステロイド軟膏を塗る。                                                       |      |
| ハコクラゲ         | Cubomedusae Haeckel, 1877  | Box Jellyfish         | 沖縄のハブクラゲ、オーストラリアのオーストラリアウンバチクラゲ (Chironex fleckeri) 、イルカンジ (Irukandji Jellyfish) などは死亡例も多い。 | 刺胞が残っていることが多いため、こすらず海水で洗い流してから患部を冷やす。酢をたっぷりとかけるのが良いとされている。                                   |      |

## その他
| 和名           | 学名                              | 英名                     | 主な理由など                                                                         | 主な応急処置 | 画像 |
| -------------- | --------------------------------- | ------------------------ | ------------------------------------------------------------------------------------ | --- | ---- |
| アンボイナガイ | Conus geographus Linnaeus, 1758   | geography cone           | 有毒の歯舌歯で刺す。歯舌歯は15センチメートルにも伸び、致命的な害を与えることも多い。 | 刺された部分から毒を吸い出し、受傷部より心臓に近い部分を縛る。 |      |
| ウミケムシ類   | Amphinomidae Savigny, 1818        | Fireworm                 | 体側に毒針を持つ。毒針が刺さると毒が注入され、毒針が抜けても毒が残る。               | 棘をセロハンテープなどで取り、流水で洗い流す。 |      |
| オニヒトデ     | Acanthaster planci Linnaeus, 1758 | Crown-of-thorns starfish | 体表の棘の先には毒があり、刺されると数日腫れることがある。                           | 棘を抜き、化膿防止の薬を塗る。 |      |
| ガンガゼ       | Diadema setosum Leske, 1778       | long-spined sea urchin   | 棘に毒があり、折れやすい。                                                           | 傷口の毒針などを取り除き、耐えられる程度の湯に30-60分浸す。 |      |
| ヒョウモンダコ | Hapalochlaena Robson, 1929        | Blue-ringed octopus      | テトロドトキシンを持ち、噛み付く。致命的な害を受けることも多い。                     | 出来れば切開して、毒を飲み込まないよう注意しながら吸い出す。心臓に近い部分を縛って毒が回らないようにする。ただし、万が一にも飲み込んだら大変危険なので、「決して毒を吸わないこと」とする解説もある。 |      |

1. 1 2 3 4   
これらの応急処置はあくまでも目安であり、最善の方法であるとは限らないため、専門の医療機関に相談すること。

## 主な応急処置
水中生物の毒は非常に強いことが多く、水中で意識障害を起こして溺れることもあるため、他の人の救助が必要な場合が多い。また、ある種の生物毒の処置に適切な応急処置であっても、別の生物の毒に対してはかえって悪化させることもあるため、まずは被害を与えた生物の特定をして、種類に応じた処置をする必要がある。また、古い文献に書かれている応急処置法は、他の生物からの類推であることも多く、間違っている場合もあるので、できるだけ新しい情報を調べておくことも重要である。
一般的な応急処置としては、傷口を海水で洗い（真水ではかえって傷口を刺激することがある）、毒針などが残っていたらピンセットなどで取り除き、傷口の心臓に近い側を縛って毒を搾り出す（ただし毒針や刺胞が残っている場合にはさらに悪化したり、触った手が毒を受ける場合もある）。ただし、ダツの被害のように大きな異物が刺さっている場合には、傷口を広げないためにぬかないほうがよい場合もある。
毒は熱に弱いたんぱく質であることが多いため、耐えられる程度の湯に30-90分浸すとよい場合が多い。しかし、ヒョウモンダコの持つテトロドトキシンのように、熱に強い毒に対しては効果が無い。また、患部を冷やした方がよい場合もある。
いずれにせよ、専門の医療機関での早急な治療が必要な場合が多い。